# Boa Vista do Incra
Boa Vista do Incra är en kommun i Brasilien.   Den ligger i delstaten Rio Grande do Sul, i den södra delen av landet, 1 600 km söder om huvudstaden Brasília. Antalet invånare är 2 425.
Trakten runt Boa Vista do Incra består till största delen av jordbruksmark. Runt Boa Vista do Incra är det mycket glesbefolkat, med 5 invånare per kvadratkilometer.